# Pazifische Hurrikansaison 1960
Die Pazifische Hurrikansaison 1960 begann offiziell am 15. Mai 1960 im östlichen Pazifischen Ozean und am 1. Juni 1960 im zentralen Pazifik. Sie endete am 30. November 1965. Diese Saison war, die erste in der Ost Pazifik Stürme benannt wurden, zuvor wurden die Stürme nur durchnummeriert.
Während dieser Saison bildeten sich acht tropische Stürme, wovon sich fünf zu einem Hurrikan verstärkten.

## Stürme

### Sturmnamen
Die folgenden Namen wurden für die benannten Stürme, die im Ostpazifik im Jahr 1960 gebildet wurden, verwendet:
Annette, Bonny, Celeste, Diana, Estelle, Fernanda, Gwen und Hyacinth
Nicht zur Anwendung kamen:
Iva, Joanne, Kate, Liza, Madeline, Naomi, Orla, Pauline, Rebecca, Simone, Tara, Valerie und Willa

### Tropischer Sturm Annette
Der tropische Sturm Annette bildete sich am 8. Juni südlich von Mexiko. Er bewegte sich Richtung Westen und löste sich am 12. Juni auf. Der Sturm traf nie aufs Land und es sind keine Schäden von Annette bekannt.

### Tropischer Sturm Bonny
Der tropische Sturm Bonny bildete sich am 22. Juni und zog in nordwestliche Richtung. Der Sturm drehte dann Richtung Norden und anschließend noch mal Richtung Westen und löste sich dann am 26. Juni, südlich von Baja California, auf.

### Hurrikan Celeste
Die Überreste des Hurrikan Abby, der sich im Atlantischen Ozean gebildet hat, bewegten sich in den Ostpazifik und verstärkte sich am 20. Juli dort wieder zu einem Hurrikan. Er wurde nun in Celest umbenannt. Der Hurrikan bewegte sich nordwestlich und hatte dort seine maximal Windgeschwindigkeit von 135 km/h, bevor er sich zu einem tropischen Sturm abschwächte und sich am 22. Juli auflöste.

### Hurrikan Diana
Hurrikan Diana bildete sich am 16. August und erreichte Orkanstärke am 17. August, wo er sich nach Nordwesten bewegte. Diana schwächte sich kurz zu einem tropischen Sturm am 18. August ab und erreichte Orkanstärke am nächsten Tag wieder.

### Hurrikan Estelle
Estelle bildete sich am 29. August südsüdwestlich von Guatemala. Der Sturm bewegt sich westnordwestlich, parallel zur Küste von Mexiko als eine 135 km/h Hurrikan, bevor er am 9. September außertropisch wurde. Die Reste von Estelle brachte schwere Regenfälle über Südkalifornien mit 76,2 mm Niederschlag in Julian.

### Hurrikan Fernanda
Fernanda bildete sich am 3. September südwestlich von Guatemala, er bewegte sich westnordwestlich als Hurrikan der Kategorie 1 vor dem er sich am 8. September südwestlich von Mexiko auflöste.

### Tropischer Sturm Gwen
Ein tropischer Wirbelsturm im östlichen Pazifik wurde der Name Gwen gegeben. Jedoch ist das System nicht in den besten Track-Daten enthalten. Der Grund dafür ist unbekannt.

### Hurrikan Hyacinth
Hyacinth bildete sich als Hurrikan am 21. Oktober und umkurvte den mexikanischen Bundesstaat Jalisco, wo er sich zu einem tropischen Sturm abschwächte, bevor er als tropisches Tiefdruckgebiet am 23. Oktober auf die Küste traf. Der Schaden von Hyazinthe, wenn überhaupt, ist unbekannt.